# DGT
DGT Sp. z o.o. – polska firma specjalizująca się w kompleksowych rozwiązaniach systemowych w dziedzinie telekomunikacji i teleinformatyki. Obejmują one projektowanie sieci, konstrukcję i produkcję sprzętu, instalację, a także serwis i szkolenie użytkowników. Rozwiązania DGT kierowane są do wojska, policji jak i na rynek cywilny.

## Ważne nagrody
- Nagroda "Teraz Polska" dla cyfrowego systemu telekomunikacyjnego DGT 3450 (1994)[2]
- Złoty Medal Targów dla Serwera Telekomunikacyjnego DGT Millenium (2002)[3]
- Laur dla Pracodawcy w konkursie zorganizowanym przez Rektora Politechniki Gdańskiej i Prezydenta Miasta Gdańska (2003)[4]
- Nagrody za Zintegrowany System Łączności DGT-MCS - (2005)[5][6][7]